# Torpedowulst

Querschnitt eines Torpedowulstes, wie er an zahlreichen Kriegsschiffen aus der Ära des Ersten Weltkrieges nachgerüstet wurde

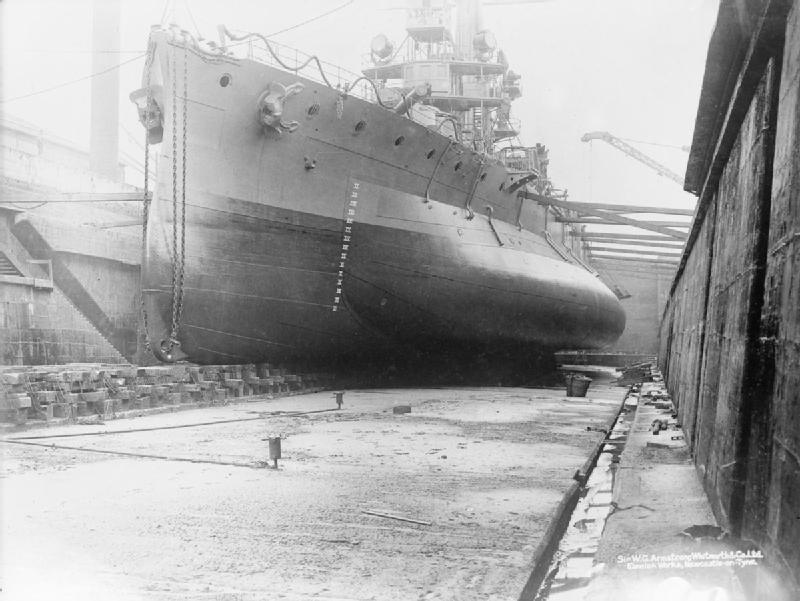
Torpedowulst an der HMS Glatton, etwa 1914–1918

Als Torpedowulst bezeichnet man einen Teil des Unterwasserschutzes eines Schiffes, der aus einer längsseits des Rumpfes angebrachten Seitenwulst besteht. Der Wulst soll die Auswirkungen der Explosion eines Torpedos bzw. einer Seemine an der Schiffswand auffangen.

## Problemstellung
Wird ein Schiff von einem Torpedo oder einer Mine an der Schiffsseite getroffen, richten einerseits die Druckwelle der Explosion und andererseits die Splitterwirkung Zerstörungen an.
Vor der weit verbreiteten Verwendung von leistungsfähigen Torpedos nahm man Artilleriebeschuss als größte Bedrohung für Kriegsschiffe wahr und vernachlässigte den Unterwasserschutz. Die Folgen dieser Fehleinschätzung waren verheerend und forderten, wie bei der Versenkung von drei Panzerkreuzern der Cressy-Klasse (der Royal Navy) 1914 durch ein einziges deutsches U-Boot an einem Tag, zahlreiche Opfer.
So begann man, beginnend mit der Edgar-Klasse (der Royal Navy), Großkampfschiffe mit Torpedowülsten als zusätzlicher Schutzmaßnahme nachzurüsten.

## Funktionsweise
Ein Torpedowulst erzwingt zunächst die Explosion der Waffe relativ weit von den lebenswichtigen Schiffssystemen im Rumpf entfernt, so dass die Explosionsgase im Hohlraum des Wulstes ihre Energie abgeben können, bevor sie schwere Schäden am Schiff anrichten. Das hilft allerdings nur bedingt gegen die Splitterwirkung der Explosion, so dass man mit Treibstofftanks in Torpedowülsten experimentierte. Die Dichte der Flüssigkeit stoppte dabei Splitter effektiv, aber, da die Flüssigkeit nicht komprimierbar war, leitete sie wiederum die Druckwelle nahezu ungebremst weiter.
Verschiedene Lösungen für das Problem wurden entwickelt, die oft aus einem leeren Torpedowulst gegen die Druckwelle bestanden, der mit einer dahinterliegenden in den Schiffskörper integrierten Panzerplatte, dem so genannten Torpedoschott, das gegen die Splitter schützen sollte, kombiniert wurde. Andere Lösungen waren verschiedene Arten von Schichtsystemen mit einer Kombination aus Treibstofftanks und leeren Abteilungen. Einige Lösungen benutzen so genannte „Knautschrohre“, das waren Stahlrohre, die man in den gesamten Hohlraum der Wülste oder nur in Teile davon füllte, um sowohl einen Teil der Energie der Druckwelle bei der Verformung dieser Rohre abzufangen, als auch Splitter zu stoppen. Solche Rohre wurden beispielsweise bei den Schutzsystemen der britischen Hood oder der japanischen Nagato-Klasse verwendet.
Modernere Schiffstypen wurden bereits mit integrierten Schutzsystemen gebaut und verfügten über keinen zusätzlichen Wulst mehr an der Außenseite.